# Gonomyia filiformis
Gonomyia filiformis är en tvåvingeart som beskrevs av Alexander 1948. Gonomyia filiformis ingår i släktet Gonomyia och familjen småharkrankar. Inga underarter finns listade i Catalogue of Life.